# Stachyotis
Stachyotis é um gênero de mariposa pertencente à família Acrolepiidae.